# Parque nacional Tregole

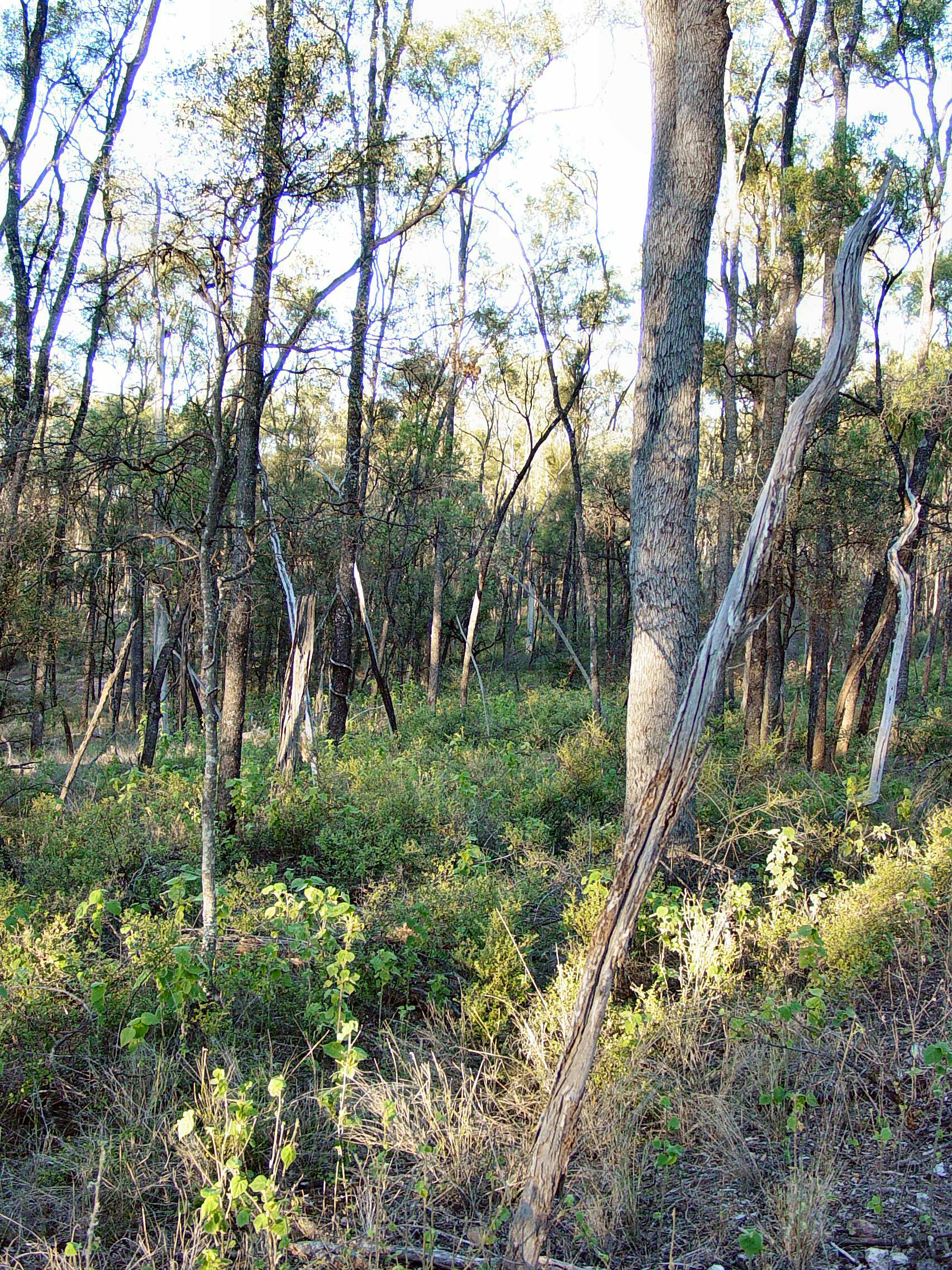
Imagen del parque en el fondo hay árboles

Tregole es un parque nacional en Queensland (Australia), ubicado a 603 km al oeste de Brisbane.

## Datos
- Área: 75,79 km²
- Coordenadas: 26°29′23″S 147°04′03″E / -26.48972, 147.06750
- Fecha de Creación: 1995
- Administración: Servicio para la Vida Salvaje de Queensland
- Categoría IUCN: II

Véase también:
- Zonas protegidas de Queensland